# Petro Mamu
Petro Mamu Shaku (né le 1er septembre 1985,) est un coureur de fond érythréen spécialisé en course en montagne. Il a remporté le titre de champion du monde de course en montagne en 2012, ainsi que la Coupe du monde de course en montagne en 2014 et 2016.

## Biographie

### Premiers succès en course en montagne
Issu d'une famille modeste d'un village de montagne du district de Barentu, Petro déménage dans la capitale Asmara à 24 ans pour gagner sa vie grâce à ses compétences sportives. Néanmoins ses performances sur route ne sont pas suffisantes pour se distinguer et il se tourne alors vers la course en montagne.
Il décroche sa première sélection nationale pour les championnats du monde de course en montagne 2010 à Kamnik. Avec ses compatriotes Samson Kiflemariam, Azerya Teklay et Abraham Kidane, il effectue une solide course aux avant-postes, tenant tête aux coureurs ougandais. Alors que le groupe ougandais éclate après l'accélération de Geofrey Kusuro, Petro Mamu tient bon et termine quatrième derrière Geofrey Kusuro. Avec ses compatriotes, il remporte la médaille d'or au classement par équipes.
Il se révèle véritablement le 2 septembre 2012 lors championnats du monde de course en montagne à Temù. Il se retrouve à nouveau aux avant-postes aux côtés de ses compatriotes. Le Russe Andreï Safronov crée la surprise en parvenant à s'immiscer parmi le groupe érythréen. Petro Mamu accélère en tête et s'offre le titre en terminant avec une minute d'avance sur Azerya Teklay. Il remporte à nouveau l'or au classement par équipes.
En 2013, il fait étalage de son talent en alignant les victoires en Autriche. Le 21 juillet, il remporte la course de montagne du Grossglockner en 1 h 8 min 18 s, établissant un nouveau record du parcours. Une semaine plus tard, il remporte la course de Schlickeralm qui inaugure son nouveau parcours. Le 11 août, il s'impose en 51 min 45 s sur la course de montagne du Feuerkogel, signant un nouveau record du parcours. En septembre, il remporte également la Drei Zinnen Alpine Run en Italie en battant le multiple champion du monde Jonathan Wyatt ainsi que la course de montagne du Hochfelln en Allemagne.
En 2014, il remporte la première de ses quatre victoires à la montée du Grand Ballon en établissant le record en 57 min 36 s. Il poursuit ses succès en Coupe du monde de course en montagne où il bat également le record du parcours de la course de montagne de l'Asitzgipfel en 45 min 7 s. Le 13 septembre, il s'élance parmi les favoris aux championnats du monde de course en montagne à Casette di Massa. Voyant l'Ougandais Isaac Kiprop prendre les commandes, il tente de le suivre mais finit par lever le pied. Il se fait rattraper par ses compatriotes Frezgy Tsegay et Abraham Kidane avec lesquels il finit la course de manière groupée. Il se classe septième et remporte la médaille d'argent au classement par équipes. Il conclut sa saison avec une victoire à la course de Šmarna Gora et remporte haut la main le classement général de la Coupe du monde avec plus de 100 points d'avance sur son plus proche rival David Schneider. Il s'essaie également avec succès au skyrunning. Le 11 octobre, il crée la surprise en devançant le favori Kílian Jornet sur la Limone Extreme. Il parvient à résister à la remontée de ce dernier en fin de course pour s'imposer avec trente secondes d'avance. Le 8 novembre, il prend part aux championnats d'Afrique de course en montagne courus dans le cadre de la course de montagne du Ranch Obudu. Il voit les coureurs ougandais dominer l'épreuve. Il parvient à s'accrocher pour remporter la médaille de bronze derrière Phillip Kiplimo et Isaac Kiprop. Il remporte de plus l'argent au classement par équipes.
Il pulvérise le record du semi-marathon d'Aletsch de plus de cinq minutes le 28 juin 2015, grâce à un temps de 1 h 26 min 36 s 7. Le 26 juillet, il prend les commandes de la course du Giir di Mont qu'il mène sur un rythme soutenu. Il parvient à conserver son avance face aux attaques du Roumain Ionuț Zincă et s'impose en 3 h 5 min 59 s, établissant un nouveau record du parcours.
En 2016, il se concentre sur la Coupe du monde de course en montagne. Le 12 juin, il s'impose pour la troisième fois à la montée du Grand Ballon. Le 24 juillet, il triomphe à la course de montagne du Grintovec. Une semaine plus tard, il domine la course de Schlickeralm et s'impose avec une minute d'avance sur le Britannique Robbie Simpson. Le 14 août, il s'élance au départ de la classique Sierre-Zinal. Il livre un duel acharné avec Robbie Simpson. Mais tandis que ce dernier semble se diriger vers la victoire, Petro Mamu effectue un sprint en fin de course et parvient à le doubler à 700 mètres de l'arrivée pour s'offrir la victoire. Le 25 septembre, il doit faire face à son compatriote Yossief Tekle sur la course de montagne du Hochfelln. Il parvient à faire la différence en fin de course pour remporter la victoire avec onze secondes d'avance. Il s'assure mathématiquement de son second titre de la Coupe du monde. Il conclut sa saison en dominant la course de Šmarna Gora. Il s'impose avec près d'une minute d'avance sur l'Ougandais Victor Kiplangat.

### Dopage et retour à la compétition
Le 30 juillet 2017, il se classe cinquième aux championnats du monde de course en montagne à Premana. Une semaine plus tard, il s'élance au départ des championnats du monde de course en montagne longue distance courus dans le cadre du Giir di Mont. Tirant avantage de la connaissance du terrain, il mène la course en tête et s'impose pour remporter le titre. Il est contrôlé positif au fénotérol lors d'un contrôle antidopage réalisé une semaine plus tôt lors des championnats du monde. Il reçoit initialement une suspension de deux ans. Mais ayant pleinement coopéré, sa peine est réduite à neuf mois. Il est déchu de son titre qui revient à Francesco Puppi. Il perd également sa cinquième place aux championnats du monde, ainsi que sa quatrième place à Sierre-Zinal.
Il effectue son retour à la compétition en 2019, deux ans après sa suspension, en remportant une troisième fois la course de Schlickeralm, puis Thyon-Dixence. À Sierre-Zinal, il termine deuxième derrière Kílian Jornet mais sous la barre du précédent record de Jonathan Wyatt. Le 14 septembre, il remporte la Drei Zinnen Alpine Run en établissant le nouveau record du parcours en 1 h 22 min 36 s. Il remporte la victoire à la course de Šmarna Gora, finale de la Coupe du monde de course en montagne et se classe troisième derrière son compatriote Filimon Abraham.
Le 31 juillet 2022, il se retrouve au coude-à-coude avec l'Italien Cristian Minoggio sur le Giir di Mont. Les deux hommes s'échangent la tête de course à plusieurs reprises sans pouvoir faire la différence. Petro Mamu parvient à prendre une courte longueur d'avance dans la descente finale pour s'imposer avec treize secondes sur Cristian Minoggio. La semaine suivante, il s'élance à Sierre-Zinal et effectue une course solide derrière les Kényans échappés en tête. Il parvient à réduire son écart sur Kílian Jornet en fin de course et tandis que ce dernier profite de l'ambiance du public avant la ligne d'arrivée, Petro Mamu en profite pour sprinter et terminer devant l'Espagnol. Cette place s'avère décisive pour le classement Long de la Coupe du monde de course en montagne puisqu'il termine ensuite troisième du Trophée Nasego et remporte le classement Long avec un léger avantage de points sur le Français Loïc Robert, auteur de deux victoires en fin de saison.

## Palmarès

### Route
| Année | Compétition                                      | Lieu      | Place | Épreuve       | Performance     |
| ----- | ------------------------------------------------ | --------- | ----- | ------------- | --------------- |
| 2013  | Semi-marathon de Liffré                          | Liffré    | 2e    | Semi-marathon | 1 h 6 min 7 s   |
| 2014  | Championnats d'Érythrée de marathon              | Asmara    | 3e    | Marathon      | 2 h 25 min 37 s |
| 2014  | Semi-marathon d'Innsbruck                        | Innsbruck | 2e    | Semi-marathon | 1 h 4 min 7 s   |
| 2015  | Championnats d'Afrique de l'Est de semi-marathon | Massawa   | 12e   | Semi-marathon | 1 h 6 min 35 s  |
| 2015  | Marathon Zheng-Kai                               | Zhengzhou | 5e    | Marathon      | 2 h 15 min 54 s |
| 2016  | Marathon de Genève                               | Genève    | 4e    | Marathon      | 2 h 15 min 16 s |
| 2016  | Marathon d'Asmara                                | Asmara    | 3e    | Marathon      | 2 h 24 min 17 s |
| 2017  | Marathon de Wuhan                                | Wuhan     | 4e    | Marathon      | 2 h 14 min 50 s |
| 2019  | Marathon de São Paulo                            | São Paulo | 5e    | Marathon      | 2 h 19 min 34 s |
| 2019  | Marathon d'Asmara                                | Asmara    | 3e    | Marathon      | 2 h 18 min 0 s  |
| 2020  | Championnats d'Afrique de l'Est de semi-marathon | Massawa   | 6e    | Semi-marathon | 1 h 4 min 33 s  |
| 2022  | Marathon de São Paulo                            | São Paulo | 4e    | Marathon      | 2 h 20 min 32 s |
| 2023  | Marathon de Genève                               | Genève    | 2e    | Marathon      | 2 h 10 min 19 s |

### Course en montagne
| no  | masculin           | Course                                        | Longueur | Départ            | Temps           |
| --- | ------------------ | --------------------------------------------- | -------- | ----------------- | --------------- |
| 4e  | 4e                 | Championnats du monde de course en montagne   | 12 km    | 5 septembre 2010  | 57 min 0 s      |
| 1re | Médaille d'or      | Championnats du monde de course en montagne   | 14,1 km  | 2 septembre 2012  | 1 h 1 min 34 s  |
| 1re | Médaille d'or      | Course de montagne du Grossglockner           | 12,6 km  | 21 juillet 2013   | 1 h 8 min 18 s  |
| 1re | Médaille d'or      | Course de Schlickeralm                        | 11,2 km  | 28 juillet 2013   | 54 min 55 s     |
| 1re | Médaille d'or      | Course de montagne du Feuerkogel              | 10 km    | 11 août 2013      | 51 min 45 s     |
| 1re | Médaille d'or      | Drei Zinnen Alpine Run                        | 17,5 km  | 8 septembre 2013  | 1 h 22 min 44 s |
| 2e  | Médaille d'argent  | Marathon de la Jungfrau                       | 42,2 km  | 14 septembre 2013 | 2 h 52 min 49 s |
| 1re | Médaille d'or      | Course de montagne du Hochfelln               | 8,9 km   | 29 septembre 2013 | 41 min 37 s     |
| 1re | Médaille d'or      | Montée du Grand Ballon                        | 13 km    | 15 juin 2014      | 57 min 36 s     |
| 1re | Médaille d'or      | Championnats d'Érythrée de course en montagne | 12 km    | 12 juillet 2014   | 45 min 6 s      |
| 1re | Médaille d'or      | Course de montagne de l'Asitzgipfel           | 8 km     | 31 août 2014      | 48 min 27 s     |
| 7e  | 7e                 | Championnats du monde de course en montagne   | 12 km    | 14 septembre 2014 | 57 min 14 s     |
| 1re | Médaille d'or      | Course de montagne du Hochfelln               | 8,9 km   | 28 septembre 2014 | 41 min 54 s     |
| 1re | Médaille d'or      | Course de Šmarna Gora                         | 10 km    | 4 octobre 2014    | 41 min 59 s     |
| 1re | Médaille d'or      | Limone Extreme SkyRace                        | 23,5 km  | 11 octobre 2014   | 2 h 14 min 25 s |
| 5e  | Médaille de bronze | Championnats d'Afrique de course en montagne  | 12,6 km  | 8 novembre 2014   | 1 h 3 min 34 s  |
| 1re | Médaille d'or      | Montée du Grand Ballon                        | 13,5 km  | 14 juin 2015      | 57 min 52 s     |
| 1re | Médaille d'or      | Neirivue-Moléson                              | 10,6 km  | 21 juin 2015      | 58 min 18 s     |
| 1re | Médaille d'or      | Semi-marathon d'Aletsch                       | 21,1 km  | 28 juin 2015      | 1 h 26 min 36 s |
| 1re | Médaille d'or      | Piz Tri Vertical                              | 8 km     | 18 juillet 2015   | 34 min 37 s     |
| 1re | Médaille d'or      | Giir di Mont                                  | 32 km    | 26 juillet 2015   | 3 h 5 min 59 s  |
| 1re | Médaille d'or      | Course de montagne du Kitzbüheler Horn        | 12,9 km  | 30 août 2015      | 59 min 3 s      |
| 3e  | Médaille de bronze | Trophée Nasego                                | 20,6 km  | 15 mai 2016       | 1 h 37 min 20 s |
| 1re | Médaille d'or      | Montée du Grand Ballon                        | 13,2 km  | 12 juin 2016      | 59 min 3 s      |
| 1re | Médaille d'or      | Neirivue-Moléson                              | 10,6 km  | 19 juin 2016      | 1 h 0 min 24 s  |
| 1re | Médaille d'or      | Course de montagne du Grossglockner           | 12,6 km  | 27 juillet 2016   | 1 h 10 min 25 s |
| 1re | Médaille d'or      | Course de montagne du Grintovec               | 9,6 km   | 24 juillet 2016   | 1 h 22 min 30 s |
| 1re | Médaille d'or      | Course de Schlickeralm                        | 11,2 km  | 31 juillet 2016   | 56 min 7 s      |
| 1re | Médaille d'or      | Piz Tri Vertical                              | 8 km     | 6 août 2016       | 34 min 21 s     |
| 1re | Médaille d'or      | Fletta Trail                                  | 21 km    | 7 août 2016       | 1 h 25 min 45 s |
| 1re | Médaille d'or      | Sierre-Zinal                                  | 31 km    | 14 août 2016      | 2 h 33 min 37 s |
| 1re | Médaille d'or      | Drei Zinnen Alpine Run                        | 12 km    | 17 septembre 2016 | 1 h 2 min 6 s   |
| 1re | Médaille d'or      | Course de montagne du Hochfelln               | 8,9 km   | 25 septembre 2016 | 42 min 48 s     |
| 1re | Médaille d'or      | Course de Šmarna Gora                         | 10 km    | 1er octobre 2016  | 41 min 35 s     |
| 1re | Médaille d'or      | Kilomètre vertical Chiavenna-Lagùnc           | 3,3 km   | 9 octobre 2016    | 31 min 43 s     |
| 1re | Médaille d'or      | Course du Muttersberg                         | 7,5 km   | 4 juin 2017       | 46 min 45 s     |
| 1re | Médaille d'or      | Montée du Grand Ballon                        | 13,2 km  | 11 juin 2017      | 59 min 58 s     |
| 1re | Médaille d'or      | Neirivue-Moléson                              | 10,6 km  | 18 juin 2017      | 59 min 54 s     |
| 1re | Médaille d'or      | Course de Schlickeralm                        | 11,5 km  | 28 juillet 2019   | 56 min 5 s      |
| 1re | Médaille d'or      | Thyon-Dixence                                 | 16,3 km  | 4 août 2019       | 1 h 8 min 41 s  |
| 2e  | Médaille d'argent  | Sierre-Zinal                                  | 31 km    | 11 août 2019      | 2 h 26 min 31 s |
| 1re | Médaille d'or      | Course de montagne du Kitzbüheler Horn        | 12,9 km  | 25 août 2019      | 56 min 26 s     |
| 5e  | 5e                 | Marathon de la Jungfrau                       | 42,2 km  | 7 septembre 2019  | 3 h 4 min 54 s  |
| 1re | Médaille d'or      | Drei Zinnen Alpine Run                        | 17,5 km  | 14 septembre 2019 | 1 h 22 min 36 s |
| 1re | Médaille d'or      | Course de montagne du Hochfelln               | 8,9 km   | 29 septembre 2019 | 43 min 41 s     |
| 2e  | Médaille d'argent  | Kilomètre vertical Chiavenna-Lagùnc           | 3,3 km   | 6 octobre 2019    | 32 min 55 s     |
| 1re | Médaille d'or      | Course de Šmarna Gora                         | 10 km    | 12 octobre 2019   | 42 min 17 s     |
| 1re | Médaille d'or      | Fletta Trail                                  | 21 km    | 1er août 2021     | 1 h 26 min 49 s |
| 2e  | Médaille d'argent  | Mémorial Partigiani Stellina                  | 14,4 km  | 29 août 2021      | 1 h 19 min 45 s |
| 3e  | Médaille de bronze | Vertical Nasego                               | 3,7 km   | 4 septembre 2021  | 36 min 12 s     |
| 1re | Médaille d'or      | Trophée Nasego                                | 20,6 km  | 5 septembre 2021  | 1 h 32 min 55 s |
| 1re | Médaille d'or      | Drei Zinnen Alpine Run                        | 15,2 km  | 11 septembre 2021 | 1 h 20 min 56 s |
| 1re | Médaille d'or      | Course du Monte Faudo                         | 24,9 km  | 19 septembre 2021 | 1 h 34 min 41 s |
| 1re | Médaille d'or      | Trofeo Ciolo                                  | 11,7 km  | 26 septembre 2021 | 50 min 22 s     |
| 3e  | Médaille de bronze | Course de montagne du Grossglockner           | 13,4 km  | 10 juillet 2022   | 1 h 10 min 5 s  |
| 2e  | Médaille d'argent  | DoloMyths Run                                 | 22 km    | 17 juillet 2022   | 2 h 1 min 0 s   |
| 1re | Médaille d'or      | Giir di Mont                                  | 32 km    | 31 juillet 2022   | 3 h 11 min 29 s |
| 3e  | Médaille de bronze | Thyon-Dixence                                 | 16,35 km | 7 août 2022       | 1 h 9 min 6 s   |
| 3e  | Médaille de bronze | Sierre-Zinal                                  | 31 km    | 13 août 2022      | 2 h 30 min 18 s |
| 3e  | Médaille de bronze | Trophée Nasego                                | 20,6 km  | 4 septembre 2022  | 1 h 35 min 36 s |
| 4e  | 4e                 | Marathon de la Jungfrau                       | 42,2 km  | 10 septembre 2022 | 3 h 4 min 18 s  |

## Records
| Épreuve       | Performance    | Date            | Lieu            |
| ------------- | -------------- | --------------- | --------------- |
| 5 000 mètres  | 14 min 54 s 91 | 21 février 2020 | Asmara          |
| 5 kilomètres  | 14 min 12 s 1  | 4 mai 2013      | Sarrebruck      |
| 10 kilomètres | 29 min 17 s    | 12 mai 2013     | Strasbourg      |
| 15 kilomètres | 46 min 32 s    | 1er mai 2013    | Le Puy-en-Velay |
| 20 kilomètres | 1 h 1 min 39 s | 27 avril 2013   | Lausanne        |
| Semi-marathon | 1 h 3 min 40 s | 23 août 2015    | Klagenfurt      |
| Marathon      | 2 h 8 min 1 s  | 18 février 2024 | Séville         |